# Antonio Rotelli
Antonio Rotelli (Massafra, 17 maggio 1975) è un giurista, attivista per i diritti LGBT italiano. Ha fondato l'associazione Avvocatura per i diritti LGBT– Rete Lenford, rivestendo la carica di presidente dal giugno 2009 al novembre 2014. Ha patrocinato numerose cause giudiziarie pilota, che hanno determinato il riconoscimento di numerosi diritti in favore delle persone e famiglie omosessuali e transessuali.
È stato protagonista della campagna di “Affermazione civile”, con la quale coppie italiane dello stesso sesso nel 2008 hanno chiesto le pubblicazioni matrimoniali, impugnando i rifiuti opposti dai Comuni. Questa campagna ha portato alla nota sentenza della Corte costituzionale n. 138 del 2010, una delle sei sentenze che secondo il Corriere della Sera hanno cambiato l’Italia. Nella sentenza la Corte costituzionale per la prima volta ha affermato il diritto fondamentale delle coppie dello stesso sesso di essere riconosciute come tali ai sensi dell’articolo 2 della Costituzione della Repubblica italiana.

## Biografia

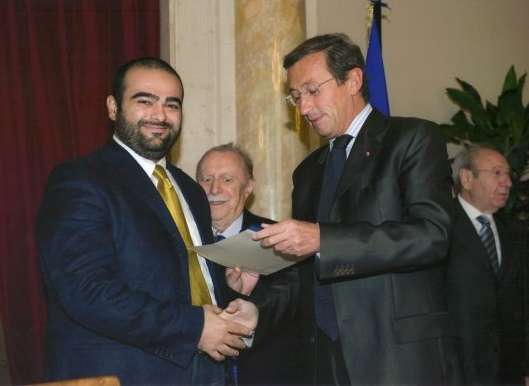
Antonio Rotelli alla consegna dei diplomi della Scuola di specializzazione ISLE (Istituto per gli studi della scienza e tecnica della legislazione) — con il Presidente della Camera dei Deputati, Gianfranco Fini. Anno 2008.

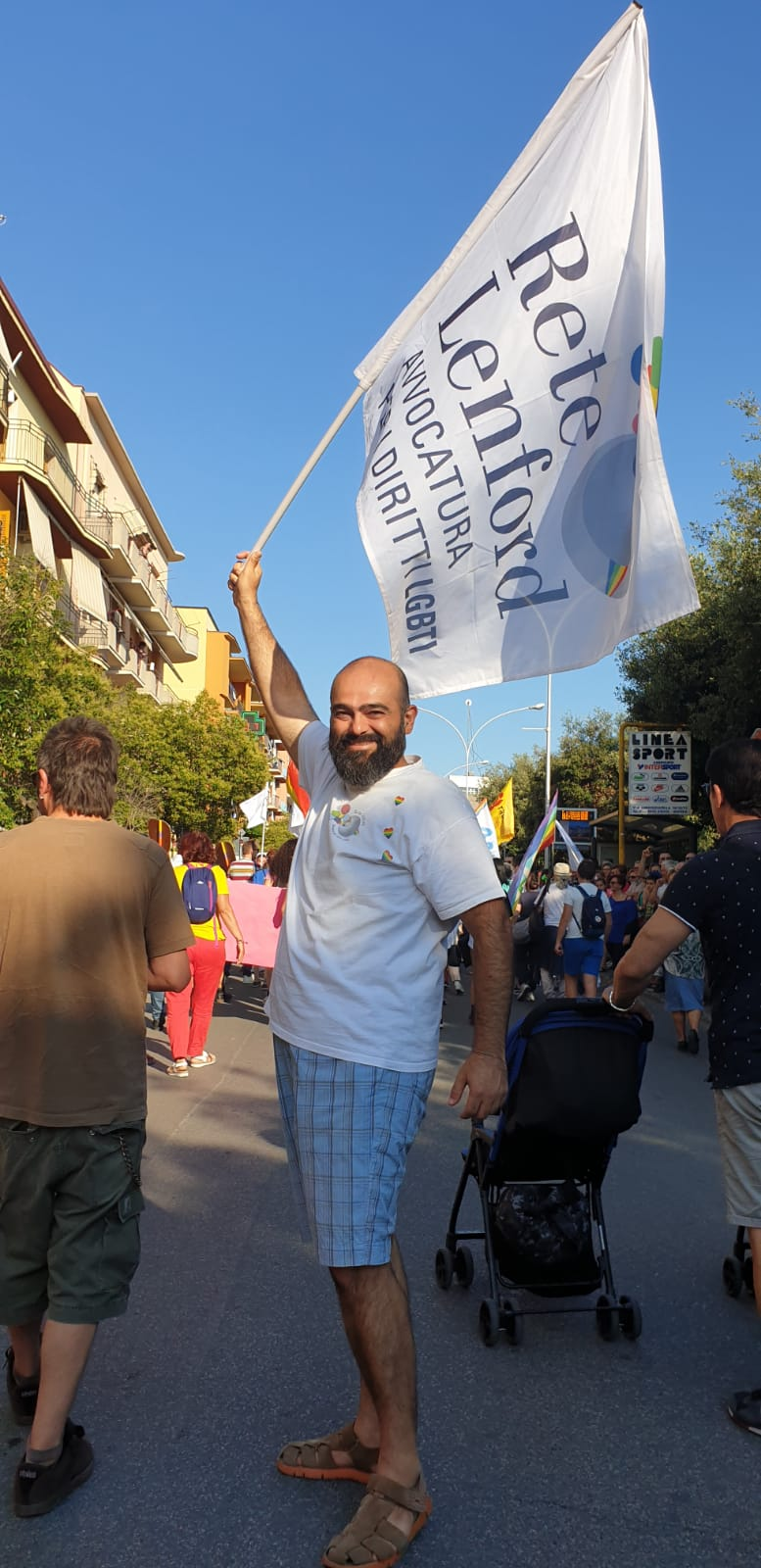
Antonio Rotelli al Matera Pride 2019.

Si è laureato in giurisprudenza nel 2000 presso l'Università degli Studi di Ferrara discutendo una tesi dal titolo Matrimonio same-sex e genitorialità delle persone omosessuali, con il costituzionalista Roberto Bin.
Dal 2003 ha iniziato ad esercitare la professione di Avvocato dedicandosi all'assistenza delle persone omosessuali e transessuali. Dal 2004 al 2007, è stato responsabile del settore giuridico e legale dell’associazione Arcigay, esercitando la difesa in favore di persone discriminate.
Ha collaborato con Franco Grillini presso la Camera dei deputati, divenendo in seguito componente dell’Ufficio legislativo di vari gruppi parlamentari.
Dal dicembre 2009 al maggio 2010 quale ricercatore in team ha partecipato alla realizzazione di uno studio volto all'identificazione, all'analisi e al trasferimento di buone prassi in materia di non discriminazione nello specifico ambito dell'orientamento sessuale e dell'identità di genere, commissionato dall'Ufficio nazionale anti-discriminazione razziale presso la Presidenza del Consiglio dei Ministri.
Ha fondato nel 2007 l'Avvocatura per i diritti LGBTI – Rete Lenford, di cui dal giugno 2009 al novembre 2014 è stato Presidente. Avvocatura per i diritti LGBTI – Rete Lenford è un ente senza fini di lucro di avvocati per la tutela e la promozione dei diritti delle persone omosessuali, transessuali e intersex e delle loro famiglie. In particolare, l’Associazione è impegnata a diffondere tra gli operatori del diritto la conoscenza delle tematiche LGBTI.
È stato il fautore della prima strategia giudiziaria nazionale volta al riconoscimento del diritto al matrimonio tra persone dello stesso sesso. Ha partecipato alla cosiddetta "campagna di affermazione civile”, condotta da Rete Lenford con l’Associazione Radicale Certi Diritti, con lo scopo di ottenere il riconoscimento del diritto al matrimonio tramite una pronuncia della Corte costituzionale e della Corte di cassazione.
Nel 2014 ha lanciato una petizione pubblica per riuscire ad ottenere che il Parlamento italiano eleggesse una donna come giudice della Corte costituzionale. Infatti, in 60 anni il Parlamento non aveva mai eletto una donna come giudice e su 104 giudici costituzionali, le donne erano state solo 3 tutte di nomina presidenziale. Anche a seguito di questa petizione il Parlamento ha eletto la prima donna giudice della Corte costituzionale e una seconda il Presidente della Repubblica, portando così a 3 su 15 il numero totale delle attualmente componenti la Corte costituzionale.

## Cause patrocinate
Ha patrocinato alcune delle più importanti cause in tema di riconoscimento del diritto delle persone omosessuali.

### Pubblicazioni matrimoniali
Ha patrocinato in prima persona le cause che hanno portato alcuni dei giudici di merito italiani a sollvare questione di legittimità costituzionale delle norme del codice civile che, implicitamente, escludevano le coppie omosessuli dal diritto a contrarre il matrimonio.
Le ordinanze di rinvio hanno portato la Coste Costituzionale a pronunciare la sentenza n. 138/2010 che ha esortato il Parlamento ad emanare con sollecitudine una legge per il riconoscimento della coppie composte dallo stesso sesso. La sentenza, considerata più incisive della storia della Consulta, ha riconosciuto l'obbligo costituzionale dello Stato di prevedere delle norme volte a tutelare la famiglia omosessuale, dando liberà al legislatore di utilizzare il modello del matrimonio o quello delle unioni civili.

### Trascrizione in Italia dei matrimoni omosessuali contratto all'estero
Con Rete Lenford, ha sollecitato le coppie omosessuali residenti in Italia e sposate all'estero e richiedere al Sindaco del loro Comune la trascrizione del loro atto di mantrimonio nei registri di Stato civile italiani.
La campagna di trascrizioni ha spinto molti sindaci italiani procedere alla trascrizione, come ad esempio il sindaco di Roma Ignazio Marino, quello di Milano Giuliano Pisapia e quello di Bologna Virginio Merola Alcune delle trascrizioni sono in seguito annullate dal ministro dell'Interno Angelino Alfano, per il tramite dei prefetti. Il Ministro dell'Interno ha altresì emanato una circolare che impediva la trascrizione. I provvedimenti di cancellazione del Ministro e la circolare sono tuttavia stati considerati illegittimi dichiarati nulli dai TAR regionali e dal Consiglio di Stato, per eccesso di potere del Ministro Alfano.
Rotelli ha difeso le coppie omosessuali nelle le cause pilota in tema di trascrizione in Italia dei matrimoni tra persone dello stesso sesso contratto all'estero. Inoltre ha patrocinato avanti la Corte europea dei diritti dell'uomo la causa Orlandi and Others v. Italy che nel 2017 ha determinato la condanna dell'Italia per violazione dell'art. 8 della Convenzione che tutela la vita familiare, per non avere Lo Stato permesso la trascrizione nei registri di Stato civile italiani dei matrimoni contratti all'estero tra persone dello stesso sesso.

### Omogenitorialità
Nel 2016 è stato co-difensore nella ha ottenuto dal Tribunale di Napoli, in mandato con Vincenzo Miri, la prima trascrizione in Italia del certificato di nascita di un bambino di nome Ruben con due mamme entrambe di nazionalità italiane, delle quali porta entrambi i cognomi. La coppia di mamme che si era viste rifiutare dall'Ufficiale di Stato civile la trascrizione dell'atto di nascita formato in Spagna del loro figlio nato per il tramite la tecnica di procreazione medicalmente assistita della ROPA.

### Transessualismo
Nel 2015 ha seguito, con gli avvocati Anna Tonioni e Francesco Bilotta, il giudizio che ha indotto la Corte di Cassazione a statuire come la legge sul transessualismo non possa essere interpretata nel senso di costringere le persone transessuali, che chiedono al Tribunale la rettificazione del genere e la modificazione anagrafica del nome, a sottoporsi all'intervento chirurgico sui caratteri sessuali primari, qualora vogliano modificare il loro nome.

## Pubblicazioni
- I diritti della sfera sessuale delle persone con disabilità, in Questione Giustizia, Trimestrale promosso da Magistratura Democratica, n. 2, 2016;
- Effetti del maxiemendamento sulle unioni civili;
- I diritti delle famiglie omogenitoriali nel panorama giuridico nazionale e internazionale, in Le famiglie omogenitoriali in Italia, relazioni familiari e diritti dei figli, Bergamo, 2015;
- Aggiornamento di tre capitoli del Report Protection against discrimination on grounds of sexual orientation and gender identity and sex characteristics in the EU (Comparative legal analysis) Update 2015, European Union Agency for Fundamental Rights, Vienna, dicembre 2015;
- "Marriage may be contracted in accordance with law by two persons without distinction as to their sex", in Diritti Comparati, 28 maggio 2015,
- Nota a Corte di cassazione, terza sezione civile, sentenza del 22 gennaio 2015, n.1126, in Genius, rivista di studi giuridici sull'orientamento sessuale e l'identità di genere, 02/2015;
- Famiglie formate da persone dello stesso sesso, matrimonio e legislatore, in Le coppie dello stesso sesso: la prima volta in Cassazione, Roma, 2013;
- Tutela degli utenti e servizi telefonici, in Responsabilità civile e previdenza, Milano, 01/2009;
- Il danno da discriminazione fondata sull'orientamento sessuale, in Responsabilità civile e previdenza, Milano, 12/2008;
- I contratti di unione solidale: luci ed ombre, in Le unioni tra persone dello stesso sesso, Udine, 2008;
- Le coppie di fatto e la legge anagrafica. I registri delle unioni civili e le attestazioni di famiglia affettiva, in http://www.culturagay.it/saggio/356;
- Sposarsi a New York. Una guida per le coppie gay e lesbiche, in Rete Lenford,
- Guida al matrimonio same-sex in Norvegia, in Rete Lenford,
- La nuova normativa sul matrimonio in Spagna: istruzioni per l'uso, in Persona e Danno,
- Matrimonio, partnership registrata e contratto di coabitazione in Olanda; Il Civil partnership act inglese, in Persona e Danno,